# Plácido Domingo/Auszeichnungen für Musikverkäufe

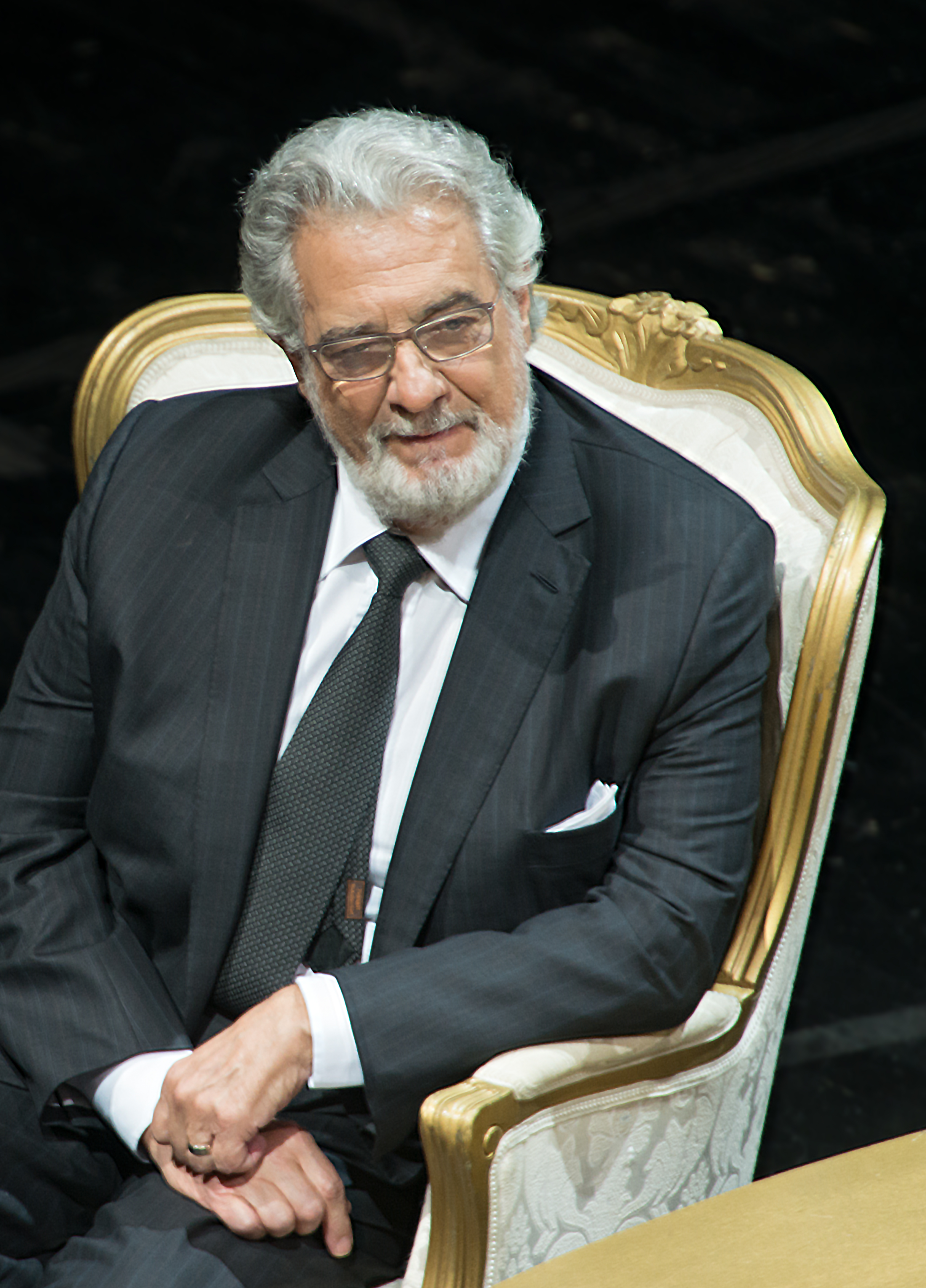
Placido Domingo (2014)

Dies ist eine Übersicht über die Auszeichnungen für Musikverkäufe des spanischen Opernsängers Plácido Domingo. Die Auszeichnungen finden sich nach ihrer Art (Gold, Platin usw.), nach Staaten getrennt in chronologischer Reihenfolge, geordnet sowie nach den Tonträgern selbst, ebenfalls in chronologischer Reihenfolge, getrennt nach Medium (Alben, Singles usw.), wieder.

## Auszeichnungen
| - Vereinigtes Königreich - 1992: für das Album The Broadway I Love - 1992: für das Album Domingo - 2013: für das Album Three Tenors, Paris 98 - 2013: für das Album Three Tenors Christmas - Argentinien - 1997: für das Album De mi alma latina, Volume 2 - Australien - 1999: für das Album Best of - Belgien - 1996: für das Album Christmas in Vienna III - Dänemark - 2003: für das Album Sacred Songs - Deutschland - 1990: für das Album Die schönste Stimme - 1994: für das Album Christmas In Vienna - 1996: für das Album Love Songs + Tangos - 2000: für das Album Weihnachten mit den drei Tenören - 2007: für das Videoalbum Das Waldbühnenkonzert - Finnland - 1994: für das Album In Concert 1994 - Frankreich - 1998: für das Album Three Tenors, Paris 98 - Kanada - 1986: für das Album Christmas with Plácido Domingo - 1991: für das Album In Concert - Mexiko - 1999: für das Album Por Amor / Las Canciones de Agustín Lara - 1999: für das Album In Concert - 2000: für das Album 100 Anos de Mariachi - Niederlande - 1990: für das Album Greatest Love Songs - 1994: für das Album In Concert 1994 - 2000: für das Album Three Tenors Christmas - Norwegen - 1996: für das Album Christmas In Vienna - 1996: für das Album Christmas in Vienna II - Österreich - 1998: für das Album Three Tenors, Paris 98 - 2007: für das Videoalbum Das Waldbühnenkonzert - Polen - 2001: für das Album Three Tenors Christmas - Portugal - 1990: für das Album Greatest Love Songs - Schweiz - 1993: für das Album Christmas In Vienna - 1995: für das Album In Concert - 1998: für das Album Three Tenors, Paris 98 - Spanien - 1982: für das Album Canciones Mexicanas - 1982: für das Album Tango - 1984: für das Album Siempre En Mi Corazón - 1995: für das Album De mi alma latina - 2000: für das Album Three Tenors Christmas - 2014: für das Album Pasión española - 2021: für das Album Romanzas de Zarzuela - Vereinigte Staaten - 1998: für das Videoalbum The 3 Tenors – Paris 1998 - 1998: für das Album Three Tenors, Paris 98 - 2002: für das Album Three Tenors Christmas - Vereinigtes Königreich - 1982: für das Album Perhaps Love - 1987: für das Album The Placido Domingo Collection - 1989: für das Album The Essential Domingo: Popular Songs and Arias - 1990: für das Album Be My Love: An Album of Love - 1997: für das Album Best of - 2013: für das Album Three Legends in 1 Collection - 2013: für das Videoalbum The 3 Tenors - Paris 1998 - 2013: für das Album In Concert (Emporio) | - Argentinien - 1990: für das Album In Concert - 1994: für das Album De mi alma latina - 1994: für das Album In Concert 1994 - 2001: für das Videoalbum The Three Tenors – In Concert - Australien - 1994: für das Album In Concert 1994 - Brasilien - 1994: für das Album Perhaps Love - Deutschland - 1990: für das Album In Concert - 1991: für das Videoalbum In Concert - Frankreich - 1995: für das Album In Concert 1994 - 2001: für das Videoalbum The 3 Tenors - Paris 1998 - 2001: für das Album Bizet: Carmen - Neuseeland - 1994: für das Album In Concert - 1995: für das Album In Concert 1994 - Niederlande - 1990: für das Album In Concert (Phonogram) - 1993: für das Album Christmas In Vienna - 1994: für das Album Christmas in Vienna II - 1995: für das Album Weihnachten mit den drei Tenören - Norwegen - 1998: für das Album In Concert - Österreich - 1995: für das Album Christmas In Vienna - Polen - 1995: für das Album In Concert - 2003: für das Album Best of - Schweden - 1992: für das Album In Concert - Schweiz - 1994: für das Album In Concert 1994 - Spanien - 1983: für das Album Bravo Domingo - 1984: für das Album Una Voz Por El Mundo - 1990: für das Album Sonadores de Espana - 1992: für das Album Por Fin Juntos - 2000: für das Album 100 Anos de Mariachi - Vereinigte Staaten - 1989: für das Album Perhaps Love - 1994: für das Album In Concert 1994 - 2000: für das Album 100 Anos de Mariachi - Vereinigtes Königreich - 1988: für das Album Requiem - 2013: für das Videoalbum The Original Concert - Deutschland - 1996: für das Album In Concert 1994 | - Belgien - 1995: für das Album In Concert - Kanada - 1986: für das Album Perhaps Love - 1994: für das Album In Concert 1994 - Österreich - 1996: für das Album In Concert 1994 - 2000: für das Album Three Tenors Concert - Polen - 1996: für das Album In Concert 1994 - Spanien - 1989: für das Album Romanzas de Zarzuela - 1995: für das Album In Concert 1994 - Vereinigtes Königreich - 1994: für das Album In Concert 1994 - 2013: für das Videoalbum The 3 Tenors in Concert 1994 - Europa - 1997: für das Album In Concert 1994 - Kanada - 1995: für das Album In Concert - Vereinigte Staaten - 1996: für das Album In Concert - Kanada - 1992: für das Videoalbum The Three Tenors – In Concert - Vereinigte Staaten - 1996: für das Videoalbum The Three Tenors – In Concert - 1994: für das Videoalbum The 3 Tenors in Concert 1994 - Vereinigtes Königreich - 1991: für das Album In Concert (Decca) - Australien - 2015: für das Album In Concert - Niederlande - 1999: für das Album In Concert (Universal) - Spanien - 1991: für das Album In Concert |

## Auszeichnungen nach Alben

### Tango
| Land/Region          | Auszeichnungen für Musikverkäufe (Land/Region, Auszeichnung, Verkäufe) | Verkäufe |
| -------------------- | ---------------------------------------------------------------------- | -------- |
| Spanien (Promusicae) | Gold                                                                   | 50.000   |
| Insgesamt            | 1× Gold ·                                                              | 50.000   |

### Perhaps Love
| Land/Region                  | Auszeichnungen für Musikverkäufe (Land/Region, Auszeichnung, Verkäufe) | Verkäufe  |
| ---------------------------- | ---------------------------------------------------------------------- | --------- |
| Brasilien (PMB)              | Platin                                                                 | 250.000   |
| Kanada (MC)                  | 2× Platin                                                              | 200.000   |
| Vereinigte Staaten (RIAA)    | Platin                                                                 | 1.000.000 |
| Vereinigtes Königreich (BPI) | Gold                                                                   | 100.000   |
| Insgesamt                    | 1× Gold · 4× Platin ·                                                  | 1.550.000 |

### Canciones Mexicanas
| Land/Region          | Auszeichnungen für Musikverkäufe (Land/Region, Auszeichnung, Verkäufe) | Verkäufe |
| -------------------- | ---------------------------------------------------------------------- | -------- |
| Spanien (Promusicae) | Gold                                                                   | 50.000   |
| Insgesamt            | 1× Gold ·                                                              | 50.000   |

### Bravo Domingo
| Land/Region          | Auszeichnungen für Musikverkäufe (Land/Region, Auszeichnung, Verkäufe) | Verkäufe |
| -------------------- | ---------------------------------------------------------------------- | -------- |
| Spanien (Promusicae) | Platin                                                                 | 100.000  |
| Insgesamt            | 1× Platin ·                                                            | 100.000  |

### Bizet: Carmen
| Land/Region       | Auszeichnungen für Musikverkäufe (Land/Region, Auszeichnung, Verkäufe) | Verkäufe |
| ----------------- | ---------------------------------------------------------------------- | -------- |
| Frankreich (SNEP) | Platin                                                                 | 300.000  |
| Insgesamt         | 1× Platin ·                                                            | 300.000  |

### Requiem
| Land/Region                  | Auszeichnungen für Musikverkäufe (Land/Region, Auszeichnung, Verkäufe) | Verkäufe |
| ---------------------------- | ---------------------------------------------------------------------- | -------- |
| Vereinigtes Königreich (BPI) | Platin                                                                 | 300.000  |
| Insgesamt                    | 1× Platin ·                                                            | 300.000  |

### Christmas with Plácido Domingo
| Land/Region | Auszeichnungen für Musikverkäufe (Land/Region, Auszeichnung, Verkäufe) | Verkäufe |
| ----------- | ---------------------------------------------------------------------- | -------- |
| Kanada (MC) | Gold                                                                   | 50.000   |
| Insgesamt   | 1× Gold ·                                                              | 50.000   |

### Una Voz Por El Mundo
| Land/Region          | Auszeichnungen für Musikverkäufe (Land/Region, Auszeichnung, Verkäufe) | Verkäufe |
| -------------------- | ---------------------------------------------------------------------- | -------- |
| Spanien (Promusicae) | Platin                                                                 | 100.000  |
| Insgesamt            | 1× Platin ·                                                            | 100.000  |

### Siempre En Mi Corazón
| Land/Region          | Auszeichnungen für Musikverkäufe (Land/Region, Auszeichnung, Verkäufe) | Verkäufe |
| -------------------- | ---------------------------------------------------------------------- | -------- |
| Spanien (Promusicae) | Gold                                                                   | 50.000   |
| Insgesamt            | 1× Gold ·                                                              | 50.000   |

### The Placido Domingo Collection
| Land/Region                  | Auszeichnungen für Musikverkäufe (Land/Region, Auszeichnung, Verkäufe) | Verkäufe |
| ---------------------------- | ---------------------------------------------------------------------- | -------- |
| Vereinigtes Königreich (BPI) | Gold                                                                   | 100.000  |
| Insgesamt                    | 1× Gold ·                                                              | 100.000  |

### The Essential Domingo: Popular Songs and Arias
| Land/Region                  | Auszeichnungen für Musikverkäufe (Land/Region, Auszeichnung, Verkäufe) | Verkäufe |
| ---------------------------- | ---------------------------------------------------------------------- | -------- |
| Vereinigtes Königreich (BPI) | Gold                                                                   | 100.000  |
| Insgesamt                    | 1× Gold ·                                                              | 100.000  |

### Greatest Love Songs
| Land/Region        | Auszeichnungen für Musikverkäufe (Land/Region, Auszeichnung, Verkäufe) | Verkäufe |
| ------------------ | ---------------------------------------------------------------------- | -------- |
| Niederlande (NVPI) | Gold                                                                   | 50.000   |
| Portugal (AFP)     | Gold                                                                   | 20.000   |
| Insgesamt          | 2× Gold ·                                                              | 70.000   |

### Romanzas de Zarzuela
| Land/Region          | Auszeichnungen für Musikverkäufe (Land/Region, Auszeichnung, Verkäufe) | Verkäufe |
| -------------------- | ---------------------------------------------------------------------- | -------- |
| Spanien (Promusicae) | 2× Platin                                                              | 200.000  |
| Insgesamt            | 2× Platin ·                                                            | 200.000  |

### Die schönste Stimme
| Land/Region        | Auszeichnungen für Musikverkäufe (Land/Region, Auszeichnung, Verkäufe) | Verkäufe |
| ------------------ | ---------------------------------------------------------------------- | -------- |
| Deutschland (BVMI) | Gold                                                                   | 250.000  |
| Insgesamt          | 1× Gold ·                                                              | 250.000  |

### Be My Love: An Album of Love
| Land/Region                  | Auszeichnungen für Musikverkäufe (Land/Region, Auszeichnung, Verkäufe) | Verkäufe |
| ---------------------------- | ---------------------------------------------------------------------- | -------- |
| Vereinigtes Königreich (BPI) | Gold                                                                   | 100.000  |
| Insgesamt                    | 1× Gold ·                                                              | 100.000  |

### The Broadway I Love
| Land/Region                  | Auszeichnungen für Musikverkäufe (Land/Region, Auszeichnung, Verkäufe) | Verkäufe |
| ---------------------------- | ---------------------------------------------------------------------- | -------- |
| Vereinigtes Königreich (BPI) | Silber                                                                 | 60.000   |
| Insgesamt                    | 1× Silber ·                                                            | 60.000   |

### In Concert
| Land/Region                  | Auszeichnungen für Musikverkäufe (Land/Region, Auszeichnung, Verkäufe) | Verkäufe  |
| ---------------------------- | ---------------------------------------------------------------------- | --------- |
| Argentinien (CAPIF)          | Platin                                                                 | 60.000    |
| Australien (ARIA)            | 6× Platin                                                              | 420.000   |
| Belgien (BRMA)               | 2× Platin                                                              | 100.000   |
| Deutschland (BVMI)           | Platin                                                                 | 500.000   |
| Kanada (MC)                  | 3× Platin                                                              | 300.000   |
| Mexiko (AMPROFON)            | Gold                                                                   | 100.000   |
| Neuseeland (RMNZ)            | Platin                                                                 | 15.000    |
| Niederlande (NVPI)           | Platin (Phonogram) · + 9× Platin (Universal)                           | 1.000.000 |
| Norwegen (IFPI)              | Platin                                                                 | 50.000    |
| Österreich (IFPI)            | 2× Platin                                                              | 100.000   |
| Polen (ZPAV)                 | Platin                                                                 | 100.000   |
| Schweden (IFPI)              | Platin                                                                 | 100.000   |
| Schweiz (IFPI)               | Gold                                                                   | 25.000    |
| Spanien (Promusicae)         | 14× Platin                                                             | 1.400.000 |
| Vereinigte Staaten (RIAA)    | 3× Platin                                                              | 3.000.000 |
| Vereinigtes Königreich (BPI) | 5× Platin (1991) · + Gold (2013)                                       | 1.600.000 |
| Insgesamt                    | 3× Gold · 51× Platin ·                                                 | 8.870.000 |

### Domingo
| Land/Region                  | Auszeichnungen für Musikverkäufe (Land/Region, Auszeichnung, Verkäufe) | Verkäufe |
| ---------------------------- | ---------------------------------------------------------------------- | -------- |
| Vereinigtes Königreich (BPI) | Silber                                                                 | 60.000   |
| Insgesamt                    | 1× Silber ·                                                            | 60.000   |

### Sonadores de Espana
| Land/Region          | Auszeichnungen für Musikverkäufe (Land/Region, Auszeichnung, Verkäufe) | Verkäufe |
| -------------------- | ---------------------------------------------------------------------- | -------- |
| Spanien (Promusicae) | Platin                                                                 | 100.000  |
| Insgesamt            | 1× Platin ·                                                            | 100.000  |

### Por Fin Juntos
| Land/Region          | Auszeichnungen für Musikverkäufe (Land/Region, Auszeichnung, Verkäufe) | Verkäufe |
| -------------------- | ---------------------------------------------------------------------- | -------- |
| Spanien (Promusicae) | Platin                                                                 | 100.000  |
| Insgesamt            | 1× Platin ·                                                            | 100.000  |

### Christmas In Vienna
| Land/Region        | Auszeichnungen für Musikverkäufe (Land/Region, Auszeichnung, Verkäufe) | Verkäufe |
| ------------------ | ---------------------------------------------------------------------- | -------- |
| Deutschland (BVMI) | Gold                                                                   | 250.000  |
| Niederlande (NVPI) | Platin                                                                 | 100.000  |
| Norwegen (IFPI)    | Gold                                                                   | 25.000   |
| Österreich (IFPI)  | Platin                                                                 | 50.000   |
| Schweiz (IFPI)     | Gold                                                                   | 25.000   |
| Insgesamt          | 3× Gold · 2× Platin ·                                                  | 450.000  |

### De mi alma latina – From My Latin Soul
| Land/Region          | Auszeichnungen für Musikverkäufe (Land/Region, Auszeichnung, Verkäufe) | Verkäufe |
| -------------------- | ---------------------------------------------------------------------- | -------- |
| Argentinien (CAPIF)  | Platin                                                                 | 60.000   |
| Spanien (Promusicae) | Gold                                                                   | 50.000   |
| Insgesamt            | 1× Gold · 1× Platin ·                                                  | 110.000  |

### In Concert 1994
| Land/Region                  | Auszeichnungen für Musikverkäufe (Land/Region, Auszeichnung, Verkäufe) | Verkäufe  |
| ---------------------------- | ---------------------------------------------------------------------- | --------- |
| Argentinien (CAPIF)          | Platin                                                                 | 60.000    |
| Australien (ARIA)            | Platin                                                                 | 70.000    |
| Deutschland (BVMI)           | Gold                                                                   | (750.000) |
| Europa (IFPI)                | 3× Platin                                                              | 3.000.000 |
| Finnland (IFPI)              | Gold                                                                   | (28.684)  |
| Frankreich (SNEP)            | Platin                                                                 | (300.000) |
| Kanada (MC)                  | 2× Platin                                                              | 200.000   |
| Neuseeland (RMNZ)            | Platin                                                                 | 15.000    |
| Niederlande (NVPI)           | Platin                                                                 | (100.000) |
| Österreich (IFPI)            | 2× Platin                                                              | (100.000) |
| Polen (ZPAV)                 | 2× Platin                                                              | (200.000) |
| Schweiz (IFPI)               | Platin                                                                 | (50.000)  |
| Spanien (Promusicae)         | 2× Platin                                                              | (200.000) |
| Vereinigte Staaten (RIAA)    | Platin                                                                 | 1.000.000 |
| Vereinigtes Königreich (BPI) | 2× Platin                                                              | (600.000) |
| Insgesamt                    | 2× Gold · 21× Platin ·                                                 | 4.345.000 |

### Christmas With Carreras - Domingo - Pavarotti
| Land/Region        | Auszeichnungen für Musikverkäufe (Land/Region, Auszeichnung, Verkäufe) | Verkäufe |
| ------------------ | ---------------------------------------------------------------------- | -------- |
| Niederlande (NVPI) | Platin                                                                 | 100.000  |
| Insgesamt          | 1× Platin ·                                                            | 100.000  |

### Love Songs + Tangos
| Land/Region        | Auszeichnungen für Musikverkäufe (Land/Region, Auszeichnung, Verkäufe) | Verkäufe |
| ------------------ | ---------------------------------------------------------------------- | -------- |
| Deutschland (BVMI) | Gold                                                                   | 250.000  |
| Insgesamt          | 1× Gold ·                                                              | 250.000  |

### Three Legends in 1 Collection
| Land/Region                  | Auszeichnungen für Musikverkäufe (Land/Region, Auszeichnung, Verkäufe) | Verkäufe |
| ---------------------------- | ---------------------------------------------------------------------- | -------- |
| Vereinigtes Königreich (BPI) | Gold                                                                   | 100.000  |
| Insgesamt                    | 1× Gold ·                                                              | 100.000  |

### Christmas In Vienna II
| Land/Region        | Auszeichnungen für Musikverkäufe (Land/Region, Auszeichnung, Verkäufe) | Verkäufe |
| ------------------ | ---------------------------------------------------------------------- | -------- |
| Niederlande (NVPI) | Platin                                                                 | 100.000  |
| Norwegen (IFPI)    | Gold                                                                   | 25.000   |
| Insgesamt          | 1× Gold · 1× Platin ·                                                  | 125.000  |

### Christmas In Vienna III
| Land/Region    | Auszeichnungen für Musikverkäufe (Land/Region, Auszeichnung, Verkäufe) | Verkäufe |
| -------------- | ---------------------------------------------------------------------- | -------- |
| Belgien (BRMA) | Gold                                                                   | 25.000   |
| Insgesamt      | 1× Gold ·                                                              | 25.000   |

### Best of
| Land/Region                  | Auszeichnungen für Musikverkäufe (Land/Region, Auszeichnung, Verkäufe) | Verkäufe |
| ---------------------------- | ---------------------------------------------------------------------- | -------- |
| Australien (ARIA)            | Gold                                                                   | 35.000   |
| Polen (ZPAV)                 | Platin                                                                 | 40.000   |
| Vereinigtes Königreich (BPI) | Gold                                                                   | 100.000  |
| Insgesamt                    | 2× Gold · 1× Platin ·                                                  | 175.000  |

### De mi alma latina, Volume 2
| Land/Region         | Auszeichnungen für Musikverkäufe (Land/Region, Auszeichnung, Verkäufe) | Verkäufe |
| ------------------- | ---------------------------------------------------------------------- | -------- |
| Argentinien (CAPIF) | Gold                                                                   | 30.000   |
| Insgesamt           | 1× Gold ·                                                              | 30.000   |

### Three Tenors, Paris 98
| Land/Region                  | Auszeichnungen für Musikverkäufe (Land/Region, Auszeichnung, Verkäufe) | Verkäufe |
| ---------------------------- | ---------------------------------------------------------------------- | -------- |
| Frankreich (SNEP)            | Gold                                                                   | 100.000  |
| Österreich (IFPI)            | Gold                                                                   | 25.000   |
| Schweiz (IFPI)               | Gold                                                                   | 25.000   |
| Vereinigte Staaten (RIAA)    | Gold                                                                   | 500.000  |
| Vereinigtes Königreich (BPI) | Silber                                                                 | 60.000   |
| Insgesamt                    | 1× Silber · 4× Gold ·                                                  | 710.000  |

### Por Amor / Las Canciones de Agustín Lara
| Land/Region       | Auszeichnungen für Musikverkäufe (Land/Region, Auszeichnung, Verkäufe) | Verkäufe |
| ----------------- | ---------------------------------------------------------------------- | -------- |
| Mexiko (AMPROFON) | Gold                                                                   | 75.000   |
| Insgesamt         | 1× Gold ·                                                              | 75.000   |

### 100 Anos de Mariachi
| Land/Region               | Auszeichnungen für Musikverkäufe (Land/Region, Auszeichnung, Verkäufe) | Verkäufe  |
| ------------------------- | ---------------------------------------------------------------------- | --------- |
| Mexiko (AMPROFON)         | Gold                                                                   | 75.000    |
| Spanien (Promusicae)      | Platin                                                                 | 100.000   |
| Vereinigte Staaten (RIAA) | Platin                                                                 | 1.000.000 |
| Insgesamt                 | 1× Gold · 2× Platin ·                                                  | 1.175.000 |

### Weihnachten mit den drei Tenören / Christmas with The Three Tenors
| Land/Region                  | Auszeichnungen für Musikverkäufe (Land/Region, Auszeichnung, Verkäufe) | Verkäufe |
| ---------------------------- | ---------------------------------------------------------------------- | -------- |
| Deutschland (BVMI)           | Gold                                                                   | 250.000  |
| Niederlande (NVPI)           | Gold                                                                   | 40.000   |
| Polen (ZPAV)                 | Gold                                                                   | 50.000   |
| Spanien (Promusicae)         | Gold                                                                   | 50.000   |
| Vereinigte Staaten (RIAA)    | Gold                                                                   | 500.000  |
| Vereinigtes Königreich (BPI) | Silber                                                                 | 60.000   |
| Insgesamt                    | 1× Silber · 5× Gold ·                                                  | 950.000  |

### Sacred Songs
| Land/Region     | Auszeichnungen für Musikverkäufe (Land/Region, Auszeichnung, Verkäufe) | Verkäufe |
| --------------- | ---------------------------------------------------------------------- | -------- |
| Dänemark (IFPI) | Gold                                                                   | 25.000   |
| Insgesamt       | 1× Gold ·                                                              | 25.000   |

### Pasión española
| Land/Region          | Auszeichnungen für Musikverkäufe (Land/Region, Auszeichnung, Verkäufe) | Verkäufe |
| -------------------- | ---------------------------------------------------------------------- | -------- |
| Spanien (Promusicae) | Gold                                                                   | 40.000   |
| Insgesamt            | 1× Gold ·                                                              | 40.000   |

## Auszeichnungen nach Videoalben

### The Three Tenors – In Concert
| Land/Region               | Auszeichnungen für Musikverkäufe (Land/Region, Auszeichnung, Verkäufe) | Verkäufe |
| ------------------------- | ---------------------------------------------------------------------- | -------- |
| Argentinien (CAPIF)       | Platin                                                                 | 8.000    |
| Deutschland (BVMI)        | Platin                                                                 | 50.000   |
| Kanada (MC)               | 4× Platin                                                              | 40.000   |
| Vereinigte Staaten (RIAA) | 5× Platin                                                              | 500.000  |
| Insgesamt                 | 11× Platin ·                                                           | 598.000  |

### The 3 Tenors in Concert 1994
| Land/Region                  | Auszeichnungen für Musikverkäufe (Land/Region, Auszeichnung, Verkäufe) | Verkäufe |
| ---------------------------- | ---------------------------------------------------------------------- | -------- |
| Vereinigte Staaten (RIAA)    | 5× Platin                                                              | 500.000  |
| Vereinigtes Königreich (BPI) | 2× Platin                                                              | 100.000  |
| Insgesamt                    | 7× Platin ·                                                            | 600.000  |

### The 3 Tenors – Paris 1998
| Land/Region                  | Auszeichnungen für Musikverkäufe (Land/Region, Auszeichnung, Verkäufe) | Verkäufe |
| ---------------------------- | ---------------------------------------------------------------------- | -------- |
| Frankreich (SNEP)            | Platin                                                                 | 20.000   |
| Vereinigte Staaten (RIAA)    | Gold                                                                   | 50.000   |
| Vereinigtes Königreich (BPI) | Gold                                                                   | 25.000   |
| Insgesamt                    | 2× Gold · 1× Platin ·                                                  | 95.000   |

### Das Waldbühnenkonzert
| Land/Region        | Auszeichnungen für Musikverkäufe (Land/Region, Auszeichnung, Verkäufe) | Verkäufe |
| ------------------ | ---------------------------------------------------------------------- | -------- |
| Deutschland (BVMI) | Gold                                                                   | 25.000   |
| Österreich (IFPI)  | Gold                                                                   | 5.000    |
| Insgesamt          | 2× Gold ·                                                              | 30.000   |

### The Original Concert
| Land/Region                  | Auszeichnungen für Musikverkäufe (Land/Region, Auszeichnung, Verkäufe) | Verkäufe |
| ---------------------------- | ---------------------------------------------------------------------- | -------- |
| Vereinigtes Königreich (BPI) | Platin                                                                 | 50.000   |
| Insgesamt                    | 1× Platin ·                                                            | 50.000   |

## Statistik und Quellen
| Land/RegionAuszeichnungen für Musikverkäufe (Land/Region, Auszeichnungen, Verkäufe, Quellen) | Silber     | Gold       | Platin         | Verkäufe    | Quellen |
| -------------------------------------------------------------------------------------------- | ---------- | ---------- | -------------- | ----------- | --- |
| Argentinien (CAPIF)                                                                          | —          | Gold1      | 4× Platin4     | 218.000     | capif.org.ar (Memento vom 31. Mai 2011 im Internet Archive) AR2 (Memento vom 6. Juli 2011 im Internet Archive) |
| Australien (ARIA)                                                                            | —          | Gold1      | 7× Platin7     | 525.000     | aria.com.au |
| Belgien (BRMA)                                                                               | —          | Gold1      | 2× Platin2     | 125.000     | ultratop.be |
| Brasilien (PMB)                                                                              | —          | —          | Platin1        | 250.000     | pro-musicabr.org.br                                                                                            |
| Dänemark (IFPI)                                                                              | —          | Gold1      | —              | 25.000      | Einzelnachweise                                                                                                |
| Deutschland (BVMI)                                                                           | —          | 6× Gold6   | 3× Platin3     | 2.075.000   | musikindustrie.de                                                                                              |
| Europa (IFPI)                                                                                | —          | —          | 3× Platin3     | (3.000.000) | ifpi.org (Memento vom 1. Januar 2014 im Internet Archive)                                                      |
| Finnland (IFPI)                                                                              | —          | Gold1      | —              | 28.684      | ifpi.fi |
| Frankreich (SNEP)                                                                            | —          | Gold1      | 3× Platin3     | 720.000     | infodisc.fr snepmusique.com                                                                                    |
| Kanada (MC)                                                                                  | —          | Gold1      | 11× Platin11   | 790.000     | musiccanada.com                                                                                                |
| Mexiko (AMPROFON)                                                                            | —          | 3× Gold3   | —              | 250.000     | amprofon.com.mx                                                                                                |
| Neuseeland (RMNZ)                                                                            | —          | —          | 2× Platin2     | 30.000      | aotearoamusiccharts.co.nz                                                                                      |
| Niederlande (NVPI)                                                                           | —          | 3× Gold3   | 13× Platin13   | 1.440.000   | nvpi.nl |
| Norwegen (IFPI)                                                                              | —          | 2× Gold2   | Platin1        | 100.000     | ifpi.no (Memento vom 5. November 2012 im Internet Archive)                                                     |
| Österreich (IFPI)                                                                            | —          | 2× Gold2   | 5× Platin5     | 280.000     | ifpi.at |
| Polen (ZPAV)                                                                                 | —          | Gold1      | 4× Platin4     | 390.000     | olis.pl |
| Portugal (AFP)                                                                               | —          | Gold1      | —              | 20.000      | Einzelnachweise                                                                                                |
| Schweden (IFPI)                                                                              | —          | —          | Platin1        | 100.000     | sverigetopplistan.se                                                                                           |
| Schweiz (IFPI)                                                                               | —          | 3× Gold3   | Platin1        | 125.000     | hitparade.ch                                                                                                   |
| Spanien (Promusicae)                                                                         | —          | 6× Gold6   | 23× Platin23   | 2.590.000   | elportaldemusica.es ES2 ES3 ES4                                                                                |
| Vereinigte Staaten (RIAA)                                                                    | —          | 3× Gold3   | 16× Platin16   | 8.050.000   | riaa.com |
| Vereinigtes Königreich (BPI)                                                                 | 4× Silber4 | 8× Gold8   | 11× Platin11   | 3.415.000   | bpi.co.uk |
| Insgesamt                                                                                    | 4× Silber4 | 45× Gold45 | 111× Platin111 |             | |